# 4850 Palestrina
4850 Palestrina è un asteroide della fascia principale. Scoperto nel 1973, presenta un'orbita caratterizzata da un semiasse maggiore pari a 2,8788318 UA e da un'eccentricità di 0,0723641, inclinata di 1,88027° rispetto all'eclittica.
L'asteroide è dedicato a Giovanni Pierluigi da Palestrina, celeberrimo compositore italiano.